# Unixenus attemsi
Unixenus attemsi är en mångfotingart som beskrevs av Nguyen Duy-Jacquemin och Bruno Condé 1967. Unixenus attemsi ingår i släktet Unixenus och familjen penseldubbelfotingar. Inga underarter finns listade i Catalogue of Life.